# Вентрарола (Кротоне)
Вентрарола је насеље у Италији у округу Кротоне, региону Калабрија.
Према процени из 2011. у насељу је живело 37 становника. Насеље се налази на надморској висини од 153 м.